# USS Georgia (BB-15)
Pour les autres navires du même nom, voir USS Georgia.
L'USS Georgia (BB-15) est un cuirassé de classe Virginia de la marine américaine.

## Histoire
L'USS Georgia (BB-15) a été lancé le 7 octobre 1904, ce troisième navire de la classe Virginia était déjà obsolète au moment de son achèvement le 24 septembre 1906, car son armement était trop disparate. En 1909-1910, ses mâts militaires sont remplacés par des cages masts en treillis métallique. Ce système plus léger, et surtout moins visible à grande distance, sera adopté sur de nombreux autres navires de guerre américains.